# Gregorio Ferro
Gregorio Ferro – hiszpański malarz i ilustrator pochodzący z Galicji.
Służył w monastyrze benedyktynów w Santiago de Compostela, gdzie rzeźbiarz Felipe de Castro zauważył jego talent.
W 1763 z powodzeniem wziął udział w otwartym konkursie Królewskiej Akademii Sztuk Pięknych św. Ferdynanda w Madrycie, którego nagrodą było stypendium. Zadaniem konkursowym było narysowanie rzeźby Sylena. Przeniósł się do Madrytu, gdzie jego nauczycielem był Anton Raphael Mengs. W 1781 został profesorem, a w 1804 dyrektorem Królewskiej Akademii. Jego uczniem był José Madrazo.

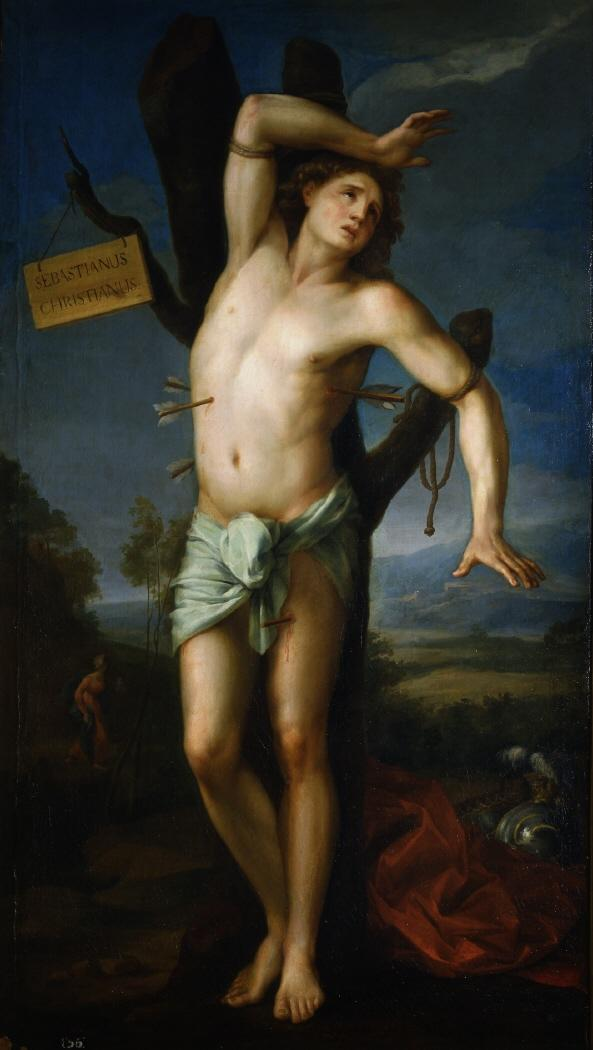
Męczeństwo św. Sebastiana

Karol III był opiekunem jednej z największych świątyń w Madrycie – Kościoła San Francisco el Grande. Korzystający z protekcji króla Zakon franciszkanów zamówił siedem obrazów mających zdobić ołtarze świątyni, a ich wykonanie zlecono siedmiu znanym malarzom epoki. Wśród wyróżnionych niewątpliwym zaszczytem artystów znalazł się również Ferro oraz: Francisco Goya, Mariano Salvador Maella, Francisco Bayeu, Andrés de la Calleja, Antonio González Velázquez i José del Castillo. Malowidła powstały w latach 1781–1783.
Wykonał wiele obrazów dla posiadłości królewskich takich jak pałace w Madrycie i Aranjuez. Malował obrazy o znacznych rozmiarach i tematyce religijnej lub historycznej.